# Рогожкін Олександр Володимирович
Олександр Володимирович Рогожкін (рос. Александр Владимирович Рогожкин; 3 жовтня 1949, Ленінград, СРСР — 23 жовтня 2021, Санкт-Петербург, Росія) — радянський та російський кінорежисер, сценарист, художник-декоратор, мистецтвознавець. Заслужений діяч мистецтв Російської Федерації (1996), Народний артист Росії (2004).

## Життєпис
Олександр Рогожкін народився 3 жовтня 1949 року у Ленінграді. Прізвище діда по батькові — Філіпов, Рогожкін — прізвище другого чоловіка бабусі, червоного командира.
У 1972 році закінчив історичний факультет Ленінградський державний університет з дипломом історика-мистецтвознавця.
У 1971 році почав працювати художником на Ленінградському телебаченні.
З 1974 до 1977 роки працював художником-декоратором на кіностудії «Ленфільм» та навчався на художньо-графічному факультеті Ленінградського державного педагогічного інституту імені Герцена.
Олександр Рогожкін у 1980 році дебютував як сценарист у стрічці «І будемо жити».
У 1982 році Олександр Рогожкін закінчив Всеросійський державний інститут кінематографії, майстерня Сергія Герасимова.
Помер 23 жовтня 2021 року у Санкт-Петербурзі після тривалої хвороби.

## Особисте життя
З 1998 року режисер був одружений з монтажером Юлією Румянцевою. На початку травня 2011 року дружина режисера трагічно загинула, викинувшись з 14-го поверху житлового будинку у Санкт-Петербурзі.

## Фільмографія
- 2008 — «Гра»[2]
- 2006 — «Перегін»
- 2002 — «Зозуля»[3]
- 2000 — «Убивча сила»
- 1998 — «Особливості національної риболовлі»
- 1998 — «Блокпост»
- 1998 — «Вулиці розбитих ліхтарів»
- 1996 — «Операція „З Новим Роком“»
- 1995 — «Особливості національного полювання»
- 1992 — «Чекіст»
- 1989 — «Караул»
- 1988 — «Міс мільйонерка»
- 1980 — «Свято ліхтарів»
- 1980 — «І будемо жити»
- 1979 — «Брат приїхав»

## Нагороди та премії
- 2003 — Премія «Ніка» у номінації «Найкраща режисура»
- 2003 — Премія «Ніка» у номінації «Найкращий фільм»
- 2003 — Премія «Золотий орел» у номінації «Найкраща режисура»